# 진중 (후한)
진중(陳重, ? ~ ?)은 후한 중기의 관료로, 자는 경공(景公)이며, 예장군 의춘현(宜春縣) 사람이다.

## 생애
어려서 뇌의와 함께 벗하여, 함께 《노시》(魯詩)·《안씨춘추》(顔氏春秋)를 익혔다. 태수 장운(張雲)이 진중을 효렴으로 천거하였을 때 진중은 뇌의에게 양보하였으나, 장운은 듣지 않고 진중을 천거하였다. 이듬해에는 뇌의 또한 효렴으로 천거되어 둘은 함께 낭(郞)이 되었다.
같은 부서의 어떤 낭은 빚이 수십만 전이나 되었다. 돈을 갚을 날이 되어 빚쟁이가 찾아오니 그 낭은 숨어 버렸는데, 진중은 몰래 대신 빚을 갚아주었다. 나중에 낭이 이를 알고는 감사를 표하니, 진중은 동명이인이 한 것이라며 끝까지 부인하였다.
하루는 같은 방을 쓰던 낭이 고향에 돌아갈 때 잘못해서 옆방을 쓰는 낭의 바지를 입고 갔다. 주변에서는 진중이 바지를 훔친 것으로 의심하였는데, 진중은 해명하지 않고 시장에서 바지를 사서 물어주었다. 나중에 고향에서 돌아온 낭이 바지를 원래 주인에게 돌려주어 진상이 밝혀졌다.
이후 진중은 뇌의와 함께 상서랑(尙書郞)이 되었다. 어느 날 뇌의가 다른 사람의 죄를 대신 받게 되어 관직에서 쫓겨나자, 진중 또한 병을 핑계로 벼슬을 그만두었다.
나중에 무재로 천거되어 세양령(細陽令)이 되었고, 임지를 잘 다스렸다. 다시 우이(尤異)로 선발되어 회계태수로 발령되었는데, 누이가 죽어 관직을 버렸다. 이후 사도에게 발탁되어 시어사(侍御史)를 지내다가 죽었다.

## 출전
- 범엽, 《후한서》 권81 독행열전